# دایریلتن
در شیمی، دایریلتن نام عمومی از یک کلاس از ترکیبات شیمیایی که خصلت آروماتیکی داشته و متصل به انتهای یک کربن - کربن پیوند دوگانههستند. ساده‌ترین مثال استیلبن است که دارای دو ایزومر سیس-ترانس E و Z است.
تحت تأثیر نور، این ترکیبات به‌طور کلی می‌توانند دو نوع ایزومریزاسیون قابل برگشت را انجام دهند:
- ایزومریزاسیون‌های E تا Z، در بین استیلبن‌ها (و آزوبنزنها) معمول است. این فرایند از کمینه شدن انرژی حالت برانگیخته جایی که حلقه‌های آروماتیک در حالت ۹۰ درجه یکدیگر قرار دارند جریان دارد. این ترکیب به حالت پایه رفته و به‌طور کلی به فرم‌های ترانس و سیس در نسبت ۱: ۱ بهینه می‌شود، بنابراین بازده کوانتومی برای ایزومریزاسیون E−Z به ندرت از ۵/۰ بیشتر است.
- واکنش الکتروسیکلیک ۶π از فرم Z، منجر به پیوند اضافه بین دو ویژگی آریل و ضریب پخش خصلت آروماتیک این گروه‌ها می‌شود.[۲] بازده کوانتومی این واکنش به‌طور کلی کمتر از ۰٫۱ است و در اکثر دایریلتن‌ها شکل حلقه بسته از نظر دمایی ناپایدار است و در مدت زمان چند ثانیه یا چند دقیقه در شرایط محیط به حالت همسو (CIS) برمی گردد.

همپاری‌های (ایزومراسیون) حرارتی نیز ممکن است. در ایزومریزاسیون EZ، تعادل حرارتی بخاطر انرژی کمتری که دارد (۱۵ کیلو ژول مول -1 در استیلبن) به سمت ناهمسو شکل می‌یابد. انرژی فعال سازی برای ایزومریزاسیون EZ حرارتی ۱۵۰–۱۹۰ کیلوژول مول -1 برای استیلبن است، به این معنی که درجه حرارت بالاتر از ۲۰۰ درجه سانتیگراد برای ایزومریزه کردن استیلبن با یک نرخ معقول مورد نیاز است، اما بیشتر مشتقات سد انرژی کمتری دارند (به عنوان مثال ۶۵ کیلوژول مول -1 برای ۴-آمینوستیلبن). انرژی فعال سازی الکتروسیکلیزاسیون ۷۳ کیلوژول مول -1 برای استیلبن است.

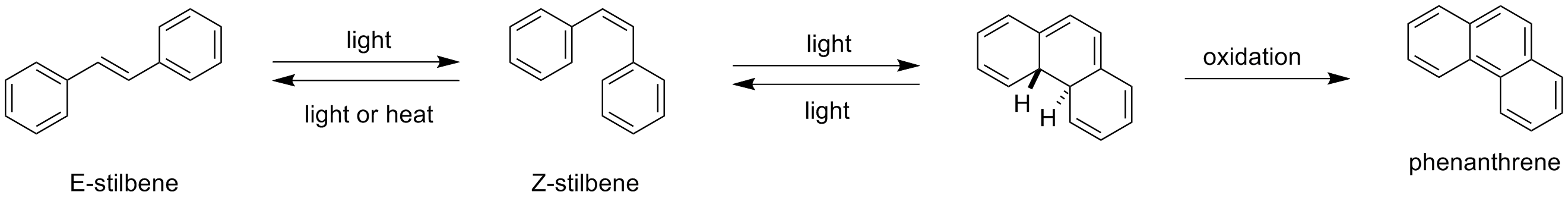
ایزولاسیون Stilbene تحت تأثیر نور

هر دو فرایند اغلب در سوئیچ‌های مولکولی و برای فوتوکرومیسم (تغییر حالت برگشت‌پذیر برآمده از قرار گرفتن در معرض نور) استفاده می‌شوند.
پس از الکتروکایزاسیون ۶π از فرم Z به فرم «حلقه بسته»، اکثر دیاریلنهای ناجانشنین مستعد اکسیداسیونهستند و منجر به آروماتیک‌سازی مجدد سیستم π می‌شوند. متداول‌ترین نمونه استیلبن ئیاست که پس از تابش از ایزومریزاسیون E تا Z استفاده می‌شود، که می‌تواند با استفاده از الکتروسیکلیزاسیون ۶π دنبال شود. واکنش محصول این واکنش با اکسیژن مولکولی، فنانترن را فراهم می‌کند، و توسط برخی مطالعات پیشنهاد شده‌است که هیدروژن زدایی حتی ممکن است به صورت خودبخود رخ دهد. واسطه دیهدروفناترن هرگز جدا نشده‌است، اما با توجه به باند جذب نوری طول موج بلند آن، در آزمایش‌های پمپ روبشی طیف‌سنجی تشخیص داده شده‌است. اگرچه هم ایزومریزاسیون EZ و هم الکترولیزاسیون ۶π فرایندهای برگشت‌پذیر هستند، اما این اکسیداسیون کل توالی را غیرقابل برگشت می‌کند.

## تثبیت فرم حلقه بسته تا اکسیداسیون
یک راه حل برای مسئله اکسیداسیون، جایگزین کردن هیدروژن‌های تعامدی به پیوند دوگانه کربن-کربن توسط گروه‌هایی است که در طی اکسیداسیون نمی‌توانند حذف شوند. پس بر اساس قوانین وودوارد هافمن، سیکلیزاسیون ۶π فتوشیمیایی در یک مد همگرد انجام می‌گیرد و منجر به محصولات با پیکربندی ضد متیل جایگزین می‌شود. از آنجا که هر دو گروه متیل به یک مرکز استریوژن متصل شده‌اند، به‌طور معمول به عنوان یک مخلوط راسمیک، دو آنانیتومر (R, R و S, S) تشکیل می‌شوند. این رویکرد همچنین از این مزیت برخوردار است که بسته شدن گرمایی حلقه (ناهمگرد) به دلیل مانع فضایی بین گروه‌های تعویضی نمی‌تواند صورت بگیرد.

## دیتینیلتن‌ها

سوئیچ مولکولی دیتینیلتن.

تعویض اورتو واحدهای آروماتیک باعث ایجاد ثبات در برابر اکسیداسیون می‌شود، اما فرم حلقه بسته هنوز در اکثر موارد دارای ثبات ترمودینامیکی پایین است (به عنوان مثال ۲،3-dimesityl-2-butene دارای نیمه عمر ۹۰ ثانیه در ۲۰ درجه سانتیگراد است. درجه سانتیگراد) این مشکل را می‌توان با پایین آوردن آروماتیک سیستم برطرف کرد. متداول‌ترین نمونه دیتینیلتن، به عنوان مثال آلکن‌ها با یک حلقه تیوفن در هر طرف است.
مشتقات دیتینیلتن انواع مختلفی از واکنشهای جانبی فتوشیمیایی، به عنوان مثال، اکسیداسیون یا از بین بردن واکنش ایزومر حلقه بسته و تشکیل یک ایزومر حلقه حلقوی را به عنوان یک محصول جانبی از واکنش فوتوکرومی نشان داده‌اند. به منظور غلبه بر مورد اول، ۲ موقعیت تیوفن‌ها با یک گروه متیل جایگزین می‌شوند و از اکسیداسیون فرم بسته حلقه جلوگیری می کنند. همچنین اغلب دو موقعیت α α آزاد روی پیوند دوتایی در یک حلقه ۵ یا ۶ عضو به هم وصل می‌شوند تا بتوانند پیوند دوتایی را درون فرم CIS قفل کنیم. این امر باعث می‌شود که دیتنیلتین فقط تحت ایزومرزه شدن حلقه باز-بسته، بدون استفاده از ایزومریزاسیون EZ قرار بگیرد. یافته‌های اخیر نشان می‌دهد که محصول به احتمال زیاد به شکل منحصر به فرد از کمینه‌ترین حالت برانگیخته به دست می‌آید، مقاومت خستگی برتر دیتینیلتن‌ها ناشی از برانگیختگی نور مرئی با اتصال ضریب حساس سه‌گانه کوچک حاصل شده از پیوند بخشی از هسته از طریق یک ارتباط {\displaystyle \pi } آمیخته است.
دیتینیلتن‌ها همچنین به خاطر ایزومر شدن آنها نیاز به تغییر شکل بسیار کمی دارد مورد توجه اند. این بدان معنی است که ایزومرهای آنها در یک ماتریس جامد می‌تواند خیلی سریعتر از سایر مولکولهای فتوکرومیک انجام شود. در مورد برخی از آنالوگها، رفتار فتوکرومیک حتی می‌تواند در بلورهای منفرد و بدون ایجاد اختلال در ساختار کریستال انجام شود.
به‌طور معمول، ایزومرهای حلقه باز ترکیبات بی‌رنگ هستند، در حالی که ایزومرهای حلقه بسته دارای رنگ وابسته به ساختار شیمیایی به دلیل طولانی شدن ترکیب در امتداد ستون فقرات مولکولی آنها هستند؛ بنابراین، بسیاری از دیتینیلتن‌ها رفتار فتوکرومیک در هردو حالت محلول و در حالت جامد دارند. علاوه بر این، این دو ایزومر نه تنها در طیفهای جذب آنها بلکه در خصوصیات مختلف فیزیکی و شیمیایی مانند شاخص‌های انکسار، ثابتهای دی الکتریک و پتانسیلهای اکسایش کاهش از یکدیگر متفاوت هستند. این خصوصیات را می‌توان به آسانی با ایزومتریزه برگشت‌پذیر بین حالتهای حلقه باز و بسته با استفاده از نورتابیکنترل کرد و بنابراین آنها برای استفاده در ذخیره‌سازی نوری داده‌های و ذخیره‌سازی سه بعدی نوری داده‌ها به‌طور خاص پیشنهاد شده‌اند. شکل بسته از یک انتهای مولکول به طرف دیگر مسیر مزدوج دارد، در حالی که فرم باز چنین نیست. این امر باعث می‌شود که ارتباط الکترونیکی بین گروه‌های تابعی که به قسمتهای انتهایی دیاریلتن متصل هستند با استفاده از اشعه ماوراء بنفش و نور مرئی روشن و خاموش شود.